# Mordellistena andreae ancilla
Mordellistena andreae ancilla es una subespecie de coleóptero de la familia Mordellidae.

## Distribución geográfica
Habita en  Estados Unidos.